# Paul Robeson: Tribute to an Artist
Paul Robeson: Tribute to an Artist est un film documentaire américain réalisé par Saul J. Turell et sorti en 1979.

Paul Robeson en 1942

Consacré à l'acteur et chanteur Paul Robeson (1898-1976), il a remporté l'Oscar du meilleur court métrage documentaire en 1980.

## Fiche technique
- Réalisation : Saul J. Turell
- Production : Saul J. Turell
- Montage : Donald P. Finamore
- Durée : 30 minutes
- Format : 16 mm, DVD[1]

## Distribution
- Sidney Poitier : Narration
- Paul Robeson : lui-même (images d'archives)

## Nominations et récompenses
- 1980 : Oscar du meilleur court métrage documentaire